# William G. Conley

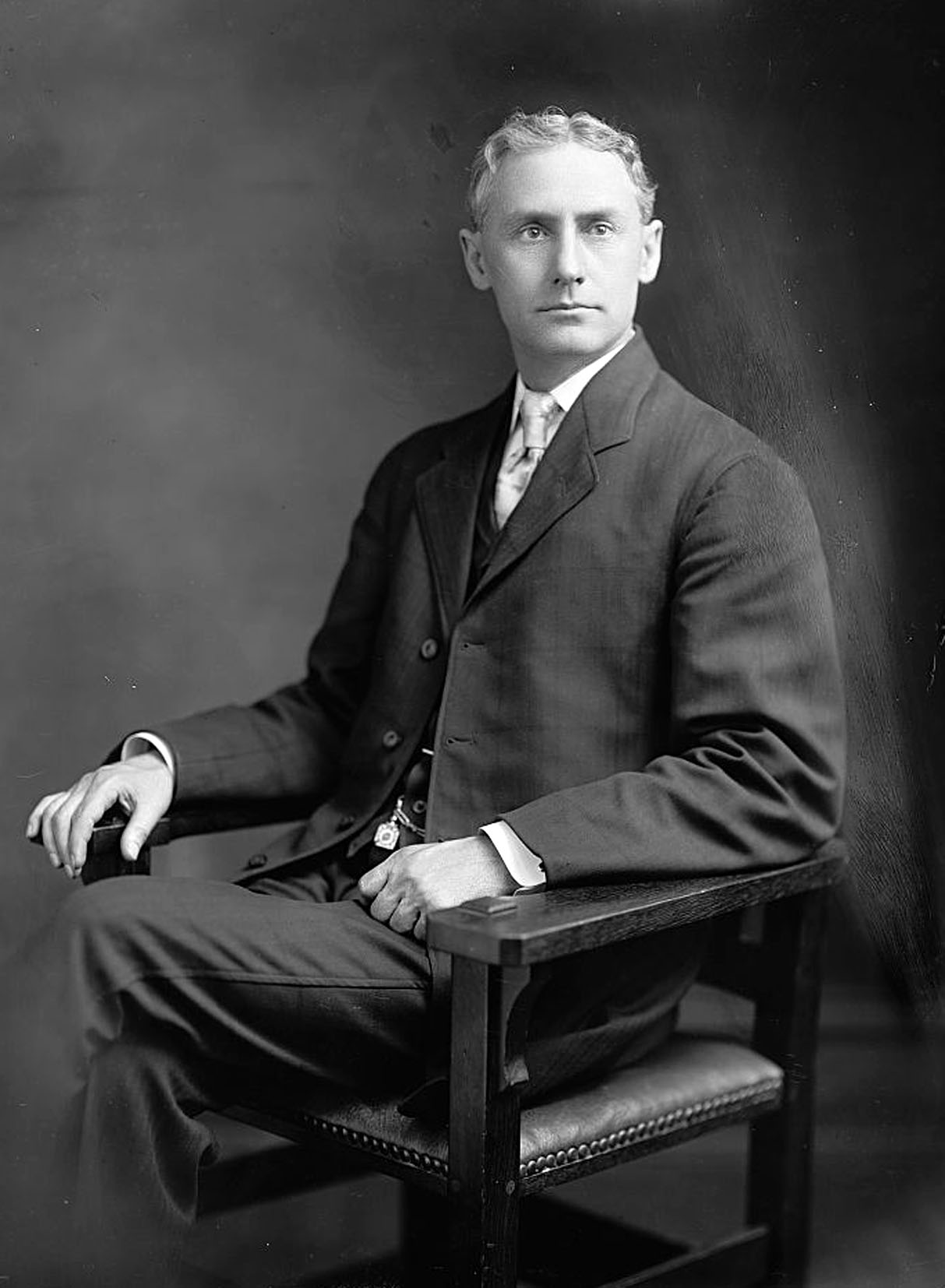
William G. Conley

 William Gustavus Conley (* 8. Januar 1866 in Kingwood, West Virginia; † 21. Oktober 1940 in Charleston, West Virginia) war ein US-amerikanischer Politiker und von 1929 bis 1933 der 18. Gouverneur des Bundesstaates West Virginia.

## Frühe Jahre und politischer Aufstieg
Nach der Grundschule wurde William Conley zwischen 1886 und 1891 selbst Lehrer und Schulrat im Preston County. Anschließend studierte er an der West Virginia University Jura. Nach seinem Examen und der Zulassung als Rechtsanwalt im Jahr 1893 eröffnete er in Parsons im Tucker County eine Kanzlei. Im Jahr 1897 wurde er im Tucker County Staatsanwalt und im Jahr 1901 wurde er zum Bürgermeister von Parsons gewählt. In dieser Zeit gründete er die Zeitung „Parsons Advocate“, die er selbst herausgab. Nachdem er nach Kingwood zurückgekehrt war, wurde er von 1906 bis 1908 dort ebenfalls Bürgermeister. Gouverneur William M. O. Dawson ernannte ihn 1908 zum Justizminister (Attorney General) von West Virginia. Dieses Amt bekleidete er auch unter Dawsons Nachfolger William E. Glasscock. Zwischen 1924 und 1929 war er Mitglied im Bildungsrat seines Staates. Außerdem war er wieder als Anwalt tätig und hatte leitende Funktionen bei einer Kohlenzeche in West Virginia inne. Im Jahr 1928 wurde er als Kandidat der Republikanischen Partei zum neuen Gouverneur von West Virginia gewählt.

## Gouverneur von West Virginia
Conleys vierjährige Amtszeit begann am 4. März 1929. Fast seine gesamte Amtszeit war von den Folgen des New Yorker Börsenkrachs vom Oktober 1929 überschattet. Auch in West Virginia ergaben sich aus der Weltwirtschaftskrise große Probleme wie zum Beispiel ein Anstieg der Arbeitslosigkeit und  finanzielle Probleme im Bankenbereich. Auch hier, wie in den anderen Bundesstaaten, wurde die Krise erst im weiteren Verlauf der 1930er Jahre mit Hilfe der New-Deal-Politik der Bundesregierung unter Präsident Franklin D. Roosevelt überwunden. In Conleys Amtszeit wurden verschiedene neue Abteilungen innerhalb seiner Regierung gegründet, darunter war ein Büro zur Bekämpfung der Arbeitslosigkeit und Kommissionen zur Kontrolle der Büchereien, der Brücken, der Wassernutzung und des Sports. Zur Deckung der Haushaltsausgaben musste der Gouverneur die Steuern anheben, was auf der anderen Seite die Wirtschaftskrise verschlimmerte. Zusätzlich sorgte eine große Trockenheit noch für weitere Probleme.
Nach dem Ablauf seiner Amtszeit war Conley wieder als Rechtsanwalt tätig. Darüber hinaus war er Mitglied verschiedener juristischer  Vereinigungen. William Conley verstarb im Oktober 1940. Er war mit Bertie Martin verheiratet, mit der er fünf Kinder hatte.